# Módulo (álgebra)
Em álgebra abstrata, o conceito de módulo sobre um anel é a generalização da noção de espaço vetorial, em que, em vez de um corpo, temos um anel como o conjunto de escalares. Assim, um módulo, como o espaço vetorial, é o produto entre elementos de um grupo abeliano com um anel. A multiplicação é associativa e distributiva.
Módulos estão fortemente relacionados à representação de grupos. Eles também são um conceito central em álgebra comutativa e álgebra homológica e são usados largamente em topologia algébrica e geometria algébrica.

## Importância
Como em um módulo os vetores sofrem a ação de escalares definidos em um anel, este é uma generalização significativa do conceito de espaço vetorial, cujo conjunto de escalares forma um corpo. Muito da teoria de módulos consiste em estender ao máximo possível as propriedades dos espaços vetoriais aos módulos sobre anéis bem-definidos, como os domínios principais. 
As propriedades de independência linear e conjunto gerador são trivialmente estendidas a módulos. Seria possível, portanto, definir base, mas como em toda generalização há conceitos que são perdidos, como o de base. Isto é, nem sobre todos os módulos é possível achar ou definir uma base. E, nem todo submódulo de um módulo que possuí base também possui, diferente do espaço vetorial.

## Definição de Módulo e Submódulo
Seja A um anel comutativo com unidade. Um grupo abeliano aditivo (M,+) dotado da multiplicação escalar:
{\displaystyle {\begin{array}{c c c }A\times M&\longrightarrow &M\\(a,m)&\mapsto &am\end{array}}}
é dito um A-módulo se satisfaz  
1. {\displaystyle 1m_{1}=m_{1}}
2. {\displaystyle (a_{1}a_{2})m_{1}=a_{1}(a_{2}m_{1})}
3. {\displaystyle (a_{1}+a_{2})m_{1}=a_{1}m_{1}+a_{2}m_{1}}
4. {\displaystyle a_{1}(m_{1}+m_{2})=a_{1}m_{1}+a_{1}m_{2}}

{\displaystyle \forall \,a_{1},a_{2}\in A{\text{ e }}\forall \,m_{1},m_{2}\in M}.
Um submódulo N de M é um subgrupo de M fechado para o produto escalar. Isto é, N é submódulo de M se {\displaystyle \forall \,a\in A{\text{ e }}\forall \,n,m\in N}:
{\displaystyle an\in N} e {\displaystyle n+m\in N}

## Exemplos
- Qualquer grupo abeliano pode ser naturalmente considerado como um módulo sobre {\displaystyle \mathbb {Z} \,}, definindo-se {\displaystyle n\ x=\underbrace {x+x+\cdots +x} _{n-vezes}} de forma canônica.
- Se A é um anel, então {\displaystyle A^{n}\,}, com soma e produto definidos de forma usual, é um módulo sobre A.
- Um exemplo de módulo com base é {\displaystyle M=\mathbb {R} [x_{1},x_{2},...]}que é {\displaystyle M{\text{-módulo}}}. {\displaystyle M} é gerado por {\displaystyle \{1\}}, mas {\displaystyle N=(x_{1},x_{2},...)}é {\displaystyle M{\text{-submódulo}}}de {\displaystyle M} que não é finitamente gerado, logo não tem base.
- Tomando-se o conjunto dos números racionais {\displaystyle \mathbb {Q} \,} como um módulo sobre {\displaystyle \mathbb {Z} \,}, temos que qualquer conjunto com mais de um elemento não é linearmente independente. No entanto, qualquer conjunto unitário não gera {\displaystyle \mathbb {Q} \,}. Este é um contra-exemplo de um módulo sem o análogo a uma base.